# Punomyrpitta
Punomyrpitta (Grallaria sinaensis) är en nyligen beskriven fågelart i familjen myrpittor inom ordningen tättingar.

## Utbredning och systematik
Arten förekommer i Sydamerika, i södra Peru i Puno och i allra västligaste Bolivia, i västra La Paz. Den behandlas traditionellt som en del av Grallaria rufula, men beskrevs 2020 som eget taxon och egetn artbaserat på studier.

## Status
IUCN erkänner den ännu inte som art, varför dess hotstatus formellt inte fastställts.